# Gilia insignis
Gilia insignis là một loài thực vật có hoa trong họ Polemoniaceae. Loài này được Cory & H.B. Parks mô tả khoa học đầu tiên..